# Paraconiothyrium sporulosum
Paraconiothyrium sporulosum är en svampart som först beskrevs av W. Gams & Domsch, och fick sitt nu gällande namn av Verkley 2004. Paraconiothyrium sporulosum ingår i släktet Paraconiothyrium och familjen Montagnulaceae.   Inga underarter finns listade i Catalogue of Life.